# Userkaf
Userkaf (? – 2487. pr. Kr.) je bio 1. faraon 5. dinastije; osnivač same dinastije i tradicije gradnje Sunčevih hramova. Njegovo ime znači "njegova je duša moćna". On je sagradio hram i piramidu. Činjenice o obitelji ovog faraona su pomalo mutne.
Horus ime Userkafa bilo je Irimaat – "Horus koji radi pravo", a nebti ime mu je bilo Irimaatnebti – "Dvije dame koje rade pravo". Svećenik Maneton ga naziva Usercheres. 

## Životopis

### Podrijetlo
Prije se vjerovalo da je Userkafova majka bila Neferhotepes, za koju se danas zna da mu je bila žena. Njegova je majka mogla biti Kentkaues I.
Međutim, priča Kufu i čarobnjaci navodi da je Userkaf bio sin svećenika Rauosera i njegove žene Raddžedet. Sam bog Ra poslao je božice Izidu, Neftidu, Meškent i Heket te boga Hnuma da pomognu trudnici. Bogovi su došli prerušeni u glazbenike. Izida je izrekla čaroliju i primila dječaka Userkafa koji se upravo rodio. Oprali su dijete te je Meškent rekla da će postati kralj koji će vladati nad cijelom zemljom. Hnum je dječaku dao blagoslov. Bogovi su se pobrinuli i za Userkafovu braću – Sahuru i Neferirkaru (u priči nisu imenovani).
Sama je priča propaganda kako bi se faraoni 5. dinastije prikazali kao dostojni vlasti jer su blagoslovljeni. Nemoguće je dokazati jesu li Rauoser i Raddžedet doista postojali ni je li Raddžedet drugo ime za Kentkaues, ali se zna da Sahura nije bio brat, već sin Userkafa. 

### Vladavina
Userkaf je vladao od 2494. pr. Kr. do svoje smrti. Bio je nasljednik Šepseskafa ili sjenovitog, misterioznog faraona Tamftisa. Sagradio je hram Sunca u Abusiru.
Kraljica Neferhotepes je bila majka Userkafova nasljednika Sahure. Prema jednoj teoriji, Userkaf je bio otac i Neferirkare Kakaija, premda je vjerojatnije da mu je bio djed. 
Neke osobe poznate iz Userkafova doba su:
- Kamaat - kći Šepseskafa ili Userkafa
- Ranefer - svećenik boga Ptaha i boga Sokara
- Sešathotep Heti – nadglednik poslova

### Pokop
Userkaf je umro 2487. pr. Kr. te je pokopan u piramidi u Sakari. Ime piramide je "Uab-isut-Userkaf". Blizu te piramide je piramida kralja Džozera.

## U literaturi
Osim u drevnoj priči, Userkaf je spomenut i u djelu Afw al-malik Usirkaf: uqsusa misriya, koje je napisao Naguib Mahfouz.

## Vanjske poveznice
|  | Zajednički poslužitelj ima još gradiva o temi Userkaf |